# José Ángel Alonso
José Ángel Alonso Martín (ur. 2 marca 1989 w Salamance) – hiszpański piłkarz występujący na pozycji obrońcy w Elche CF.